# Kiszki
Kiszki – wieś sołecka w Polsce położona w województwie lubelskim, w powiecie janowskim, w gminie Janów Lubelski.

## Demografia
W latach 1975–1998 miejscowość administracyjnie należała do województwa tarnobrzeskiego. Według Narodowego Spisu Powszechnego (III 2011 r.) liczyła 163 mieszkańców i była ósmą co do wielkości miejscowością gminy Janów Lubelski.

## Historia
Wieś powstała w lasach ordynackich około 1718 roku. W 1775 roku rodzina Kiszków prowadziła tutaj maziarnię. Z upływem czasu wieś rozrosła się i przekształciła się z małego ośrodka przemysłowego w osadę rolniczą. W połowie XIX wieku mieszkało tutaj 15 gospodarzy. W 1905 roku miały miejsce wystąpienia w obronie praw serwitutowych. W 1921 roku Kiszki liczyły 28 domów i 166 mieszkańców. 13 czerwca 1944 roku oddziały niemieckie, wraz z kałmuckimi, spacyfikowały wieś zabijając 4 osoby i paląc 24 gospodarstw.